# Libanon beim Eurovision Song Contest
Teilnehmende Rundfunkanstalt

Erste Teilnahme
bisher keine
Anzahl der Teilnahmen
0 (Stand 2024)
Höchste Platzierung
–
Höchste Punktzahl
–
Niedrigste Punktzahl
–
Punkteschnitt (seit erstem Beitrag)
–
Punkteschnitt pro abstimmendem Land im 12-Punkte-System
–
Dieser Artikel befasst sich mit der Geschichte Libanons als Teilnehmer am Eurovision Song Contest.

## Geschichte
Libanon nahm bis heute noch nicht am Eurovision Song Contest teil.
Der libanesische Fernsehsender Télé Liban meldete sich zunächst für den Eurovision Song Contest 2005 an und wählte die Sängerin Aline Lahoud intern aus, um das Land mit der französischsprachigen Ballade Quand tout s’enfuit (geschrieben von Jad Rahbani) zu vertreten. Dann kam es jedoch zu Streitigkeiten mit den Wettbewerbsorganisatoren von der European Broadcasting Union, die nach Presseberichten über eine zu erwartende Ausblendung des israelischen Beitrags im libanesischen Fernsehen von Télé-Liban verlangten, den kompletten Wettbewerb einschließlich des israelischen Beitrags auszustrahlen. Dies konnte aber Télé-Liban nicht garantieren, da es nach offiziellen Angaben der libanesischen Gesetzeslage widersprach, und so wurde die Teilnahme zurückgezogen. Da der Rückzieher erst nach Ablauf der dazu festgelegten Frist erfolgte, musste Télé-Liban dennoch die vollständige Teilnahmegebühr zuzüglich einer Strafe, deren Höhe nicht veröffentlicht wurde, bezahlen. Ferner wurde das Land für die drei folgenden Jahre vom Eurovision Song Contest ausgeschlossen.
Das libanesische Fernsehen zeigte aufgrund der möglichen Nicht-Teilnahme Israels Interesse, am Eurovision Song Contest 2015 in Wien zum ersten Mal teilzunehmen. Da Israel nachträglich doch die Teilnahme bestätigte, beschloss Télé Liban, nicht am Eurovision Song Contest 2015 teilzunehmen.

## Liste der Beiträge
Farblegende:
– 1. Platz. 
– 2. Platz. 
– 3. Platz. 
– Punktgleichheit mit dem letzten Platz.
– ausgeschieden im Halbfinale/in der Qualifikation/im osteuropäischen Vorentscheid.
– keine Teilnahme/nicht qualifiziert.
| Jahr          | Interpret                                                    | Titel Musik (M) und Text (T)                                 | Sprache                                                      | Übersetzung                                                  | Finale                                                                                        | Finale                                                                                        | Halbfinale/ Qualifikation                                                                     | Halbfinale/ Qualifikation                                                                     | Nationaler Vorentscheid                                      |
| Jahr          | Interpret                                                    | Titel Musik (M) und Text (T)                                 | Sprache                                                      | Übersetzung                                                  | Platz                                                                                         | Punkte                                                                                        | Platz                                                                                         | Punkte                                                                                        | Nationaler Vorentscheid                                      |
| ------------- | ------------------------------------------------------------ | ------------------------------------------------------------ | ------------------------------------------------------------ | ------------------------------------------------------------ | --------------------------------------------------------------------------------------------- | --------------------------------------------------------------------------------------------- | --------------------------------------------------------------------------------------------- | --------------------------------------------------------------------------------------------- | ------------------------------------------------------------ |
| 2005          | Aline Lahoud ألين لحود                                       | Quand tout s’enfuit M/T: Jad Rahbani                         | Französisch                                                  | Wenn alle geflohen sind                                      | Teilnahme zurückgezogen Ausstrahlung des israelischen Beitrags konnte nicht garantiert werden | Teilnahme zurückgezogen Ausstrahlung des israelischen Beitrags konnte nicht garantiert werden | Teilnahme zurückgezogen Ausstrahlung des israelischen Beitrags konnte nicht garantiert werden | Teilnahme zurückgezogen Ausstrahlung des israelischen Beitrags konnte nicht garantiert werden | interne Auswahl                                              |
| 2006 bis 2008 | Sperre durch die EBU Regelbruch durch Rückzug nach Fristende | Sperre durch die EBU Regelbruch durch Rückzug nach Fristende | Sperre durch die EBU Regelbruch durch Rückzug nach Fristende | Sperre durch die EBU Regelbruch durch Rückzug nach Fristende | Sperre durch die EBU Regelbruch durch Rückzug nach Fristende                                  | Sperre durch die EBU Regelbruch durch Rückzug nach Fristende                                  | Sperre durch die EBU Regelbruch durch Rückzug nach Fristende                                  | Sperre durch die EBU Regelbruch durch Rückzug nach Fristende                                  | Sperre durch die EBU Regelbruch durch Rückzug nach Fristende |
| seit 2009     | Auf Teilnahme verzichtet                                     | Auf Teilnahme verzichtet                                     | Auf Teilnahme verzichtet                                     | Auf Teilnahme verzichtet                                     | Auf Teilnahme verzichtet                                                                      | Auf Teilnahme verzichtet                                                                      | Auf Teilnahme verzichtet                                                                      | Auf Teilnahme verzichtet                                                                      | Auf Teilnahme verzichtet                                     |